# Jackie Scott
John "Jackie" Scott (Belfast, 1933. december 22.  – Manchester, 1978. június 16.) északír válogatott labdarúgó. 

## Pályafutása

### Klubcsapatban
1952 és 1956 között a Manchester Unitedben játszott, de csak kevés mérkőzésen kapott szerepet. 1956-tól 1963-ig a Grimsby Town játékosa volt. 1963 és 1964 között a York City együttesében szerepelt. 1964 és 1966 között a Margate FC csapatát erősítette.  

### A válogatottban
1958-ban között 2 alkalommal szerepelt az északír válogatottban. Részt vett az 1958-as világbajnokságon, ahol a csoportmérkőzéseken nem kapott lehetőséget. A Franciaország elleni negyeddöntőben kezdőként lépett pályára.

### Halála
1978-ban 44 éves korában balesetet szenvedett egy manchesteri építkezésen és elhunyt.